# Kawakita
Kawakita (jap. 川北町 Kawakita-machi) – miasto w Japonii, na wyspie Honsiu, w prefekturze Ishikawa. Według danych na rok 2020 miejscowość zamieszkiwało 6 135 mieszkańców , a gęstość zaludnienia wyniosła 419,1 os./km².